# Éléphant du Parti socialiste
Pour les articles homonymes, voir Éléphant (homonymie).
Un éléphant est une expression qui désigne un cadre dirigeant connu, influent et ancien du Parti socialiste français. C'est en général un homme d'appareil. Il est équivalent à l'expression « baron » au sein de l'ancien mouvement néo-gaulliste Rassemblement pour la République.

## Histoire

Logo du Parti socialiste depuis 2016.

### Origine
L'expression remonte à 1973, lorsque, au congrès de Grenoble, un militant aurait dit à un journaliste : « voilà les éléphants qui vont se réunir », alors que d'anciens ténors de la SFIO s'apprêtaient à s’assembler. Il semble que l'expression provienne d'une confusion entre un poème de Leconte de Lisle intitulé Les Éléphants, tiré des Poèmes barbares, et un vers de Victor Hugo : « C'était l'heure tranquille où les lions vont boire » extrait de La Légende des siècles et plus particulièrement de Booz endormi. L'auteur de cette référence aurait dit : « C'est l'heure tranquille où les éléphants vont boire ».
On pouvait à l'origine les opposer aux « sabras » qui représentent la jeune génération qui a adhéré au PS après le Congrès d'Epinay et fidèles soutiens de François Mitterrand. On pouvait y retrouver Laurent Fabius, Lionel Jospin, Paul Quilès ou Hubert Védrine.

### Durant les grandes heures du Parti socialiste
À partir des années 1990, les éléphants sont des meneurs de courants d'opinion au sein du parti socialiste, des dirigeants de grosses fédérations, des élus à des sièges emblématiques ou des membres du bureau national du parti socialiste.
Du début des années 2000 aux années 2010, les plus connus sont Dominique Strauss-Kahn, Laurent Fabius, Jack Lang, Martine Aubry, François Hollande, Henri Emmanuelli, Ségolène Royal et Julien Dray         "Baron Noir" du PS (qu'il quitte en 2022). Durant les mandats de Nicolas Sarkozy et de François Hollande, il s'agira également d'Anne Hidalgo, de Benoît Hamon, Jean-Christophe Cambadélis, Stéphane Le Foll ou Olivier Faure, élu premier secrétaire à l'issue du congrès d'Aubervilliers en 2018.
On parle parfois des éléphanteaux ou quadras pour désigner de « jeunes » socialistes montant en influence au sein du parti socialiste. Dans les années 2000, les éléphanteaux les plus cités sont généralement Arnaud Montebourg, Vincent Peillon, Gaëtan Gorce et Manuel Valls. La décennie suivante verra l'émergence d'une nouvelle génération d'éléphanteaux avec par exemple Laurianne Deniaud, Corinne Narassiguin ou Boris Vallaud.

### L'expression aujourd'hui
L'expression réapparaît en 2022. Après la défaite historique de la candidate socialiste à l'élection présidentielle (Anne Hidalgo n'obtient que 1,74 %), Olivier Faure et la direction du parti engagent des négociations avec La France insoumise de Jean-Luc Mélenchon pour former une coalition de gauche aux législatives qui suivent. Plusieurs figures du quinquennat Hollande expriment leur profond désaccord avec ce rapprochement qu'ils interprètent comme une « reddition ». On parle alors d'une « fronde des éléphants socialistes » menée par François Hollande (ancien président de la République), Jean-Marc Ayrault et Bernard Cazeneuve (anciens 1er ministres), Stéphane Le Foll et Patrick Kanner (anciens ministres), Patrick Mennucci et Julien Dray (anciens députés), Claude Bartolone (ancien président de l'Assemblée nationale) et Jean-Christophe Cambadélis (ancien 1er secrétaire du PS). Ils sont rejoints par des personnalités plus jeunes comme Hélène Geoffroy (opposante d'Oliver Faure au congrès de Villeurbanne) ou Carole Delga (présidente de la Région Occitanie).
Martine Aubry et Ségolène Royal, considérées aussi comme « éléphantes », soutiennent à l'inverse l'initiative d'union avec les insoumis,.
À la suite de la signature d'un accord d'union au sein de la Nouvelle Union populaire écologique et sociale, certains de ces éléphants annoncent quitter le PS comme Bernard Cazeneuve ou Julien Dray. 
En juin 2023, les Jeunes de la NUPES ont lancé une convention à Alfortville pour inciter leurs partis respectifs à s'unir pour les élections européennes de 2024. Emma Rafowicz, présidente des Jeunes socialistes, est remarquée pour avoir critiqué avec virulence les « vieux » éléphants du Parti socialiste, vus comme des hommes âgés donneurs de leçon, provoquant de vives réactions.

## Sources
- « Éléphant du PS », sur Politique.net